# Trichopalpina simplex
Trichopalpina simplex là một loài bướm đêm trong họ Noctuidae.